# Sliedrecht Sport 2023-2024 (maschile)
Questa voce raccoglie le informazioni riguardanti lo Sliedrecht Sport nelle competizioni ufficiali della stagione 2023-2024.

## Stagione
Lo Sliedrecht Sport partecipa alla stagione 2023-24 senza alcuna denominazione sponsorizzata.
In Eredivisie ottiene il quinto posto in regular season, che vale l'accesso alla Pool B, nella quale si qualifica ai play-off scudetto, venendo eliminato ai quarti di finale dal Limax, club che lo elimina anche nelle semifinali di Coppa dei Paesi Bassi.

## Organigramma societario
Area direttiva
- Presidente: Cees Boer
- Team manager: Sandra Vonk

Area tecnica
- Allenatore: Martijn van Goeverden
- Secondo allenatore: Frank Vlot
- Assistente allenatore: Mark Roper, Brian Cleton
- Scoutman: Christy van Buren

Area sanitaria
- Medico: Annika van den Broek
- Fisioterapista: Annick Verweij, Renate Ouderkerk
- Massoterapista: Harold Mourik

## Rosa
| N° | Nome               | Ruolo | Data di nascita   | Nazionalità sportiva |
| -- | ------------------ | ----- | ----------------- | -------------------- |
| 1  | Daan Haanappel     | P     | 29 settembre 1998 | Paesi Bassi          |
| 2  | Rick van der Sluis | P     | 1999              | Paesi Bassi          |
| 3  | Marius den Hartog  | O     | 1999              | Paesi Bassi          |
| 4  | Mats Kruiswijk     | S     | 12 dicembre 1989  | Paesi Bassi          |
| 5  | Mart de Groot      | L     | 11 ottobre 2002   | Paesi Bassi          |
| 6  | Luuk de Groot      | S     | 1º dicembre 2004  | Paesi Bassi          |
| 7  | Youri Ebbelaar     | S     | 21 ottobre 2003   | Paesi Bassi          |
| 8  | Jasper Bouter      | S     | 27 dicembre 1996  | Paesi Bassi          |
| 10 | Jesper van Muijden | C     | 13 febbraio 2001  | Paesi Bassi          |
| 11 | Raygid Isenia      | C     | 26 novembre 1991  | Aruba                |
| 12 | Jacob Krijnsen     | C     | 7 luglio 2003     | Paesi Bassi          |
| 14 | Cain van Hal       | S     | 10 marzo 1996     | Paesi Bassi          |
| 15 | Tom van Reeuwijk   | O     | 17 settembre 1996 | Paesi Bassi          |
| -  | Wessel Anker       | C     | 25 giugno 1990    | Paesi Bassi          |
| -  | Kees de Hoogh      | S     | 5 dicembre 2002   | Paesi Bassi          |
| -  | Hidde van der Leer | C     | 2006              | Paesi Bassi          |
| -  | Ruben Paulus       | C     | 3 marzo 2003      | Paesi Bassi          |
| -  | Michael van Leeuwe | C     | 1988              | Paesi Bassi          |
| -  | Jelle van Rekom    | P     | -                 | Paesi Bassi          |
| -  | Jilles Amersfoort  | P     | 25 giugno 2004    | Paesi Bassi          |
| -  | Jochem Barthel     | P     | -                 | Paesi Bassi          |

## Statistiche

### Statistiche di squadra
| Competizione          | Punti | In casa | In casa | In casa | In trasferta | In trasferta | In trasferta | Totale | Totale | Totale |
| Competizione          | Punti | G       | V       | P       | G            | V            | P            | G      | V      | P      |
| --------------------- | ----- | ------- | ------- | ------- | ------------ | ------------ | ------------ | ------ | ------ | ------ |
| Eredivisie            | 34/28 | 14      | 11      | 3       | 14           | 9            | 5            | 28     | 20     | 8      |
| Coppa dei Paesi Bassi | -     | 1       | 0       | 1       | 3            | 2            | 1            | 4      | 2      | 2      |
| Totale                | -     | 15      | 11      | 4       | 17           | 11           | 6            | 32     | 22     | 10     |

### Statistiche dei giocatori
| Giocatore        | Challenge Cup | Challenge Cup | Challenge Cup | Challenge Cup | Challenge Cup |
| Giocatore        | P             | PT            | AV            | MV            | BV            |
| ---------------- | ------------- | ------------- | ------------- | ------------- | ------------- |
| J. Amersfoort    | ?             | 0             | 0             | 0             | 0             |
| W. Anker         | ?             | 7             | 3             | 3             | 1             |
| J. Barthel       | ?             | 0             | 0             | 0             | 0             |
| J. Bouter        | ?             | 73            | 59            | 3             | 11            |
| M. den Hartog    | ?             | 392           | 347           | 23            | 22            |
| R. van der Sluis | ?             | 59            | 36            | 11            | 12            |
| L. de Groot      | ?             | 241           | 195           | 22            | 24            |
| M. de Groot      | ?             | 0             | 0             | 0             | 0             |
| K. de Hoogh      | ?             | 1             | 1             | 0             | 0             |
| Y. Ebbelaar      | ?             | 102           | 84            | 10            | 8             |
| D. Haanappel     | ?             | 15            | 3             | 3             | 9             |
| R. Isenia        | ?             | 179           | 131           | 41            | 7             |
| J. Krijnsen      | ?             | 93            | 52            | 28            | 13            |
| M. Kruiswijk     | ?             | 8             | 8             | 0             | 0             |
| R. Paulus        | ?             | 1             | 1             | 0             | 0             |
| H. van der Leer  | ?             | 1             | 1             | 0             | 0             |
| C. van Hal       | ?             | 155           | 121           | 15            | 19            |
| M. van Leeuwe    | ?             | 0             | 0             | 0             | 0             |
| J. van Muijden   | ?             | 139           | 95            | 29            | 15            |
| T. van Reeuwijk  | ?             | 117           | 105           | 5             | 7             |
| J. van Rekom     | ?             | 0             | 0             | 0             | 0             |

P = presenze; PT = punti totali; AV = attacchi vincenti; MV = muri vincenti; BV = battute vincenti

NB: Non sono disponibili i dati relativi alla Coppa dei Paesi Bassi e, di conseguenza, quelli totali